# Bildnis Friedrich von Boxberg
Das Gemälde Bildnis Friedrich von Boxberg befindet sich im Bestand der Galerie Neue Meister in Dresden. Es stammt vom sächsischen Maler und Graphiker Ferdinand von Rayski und stellt dessen Vetter Friedrich August von Boxberg dar.

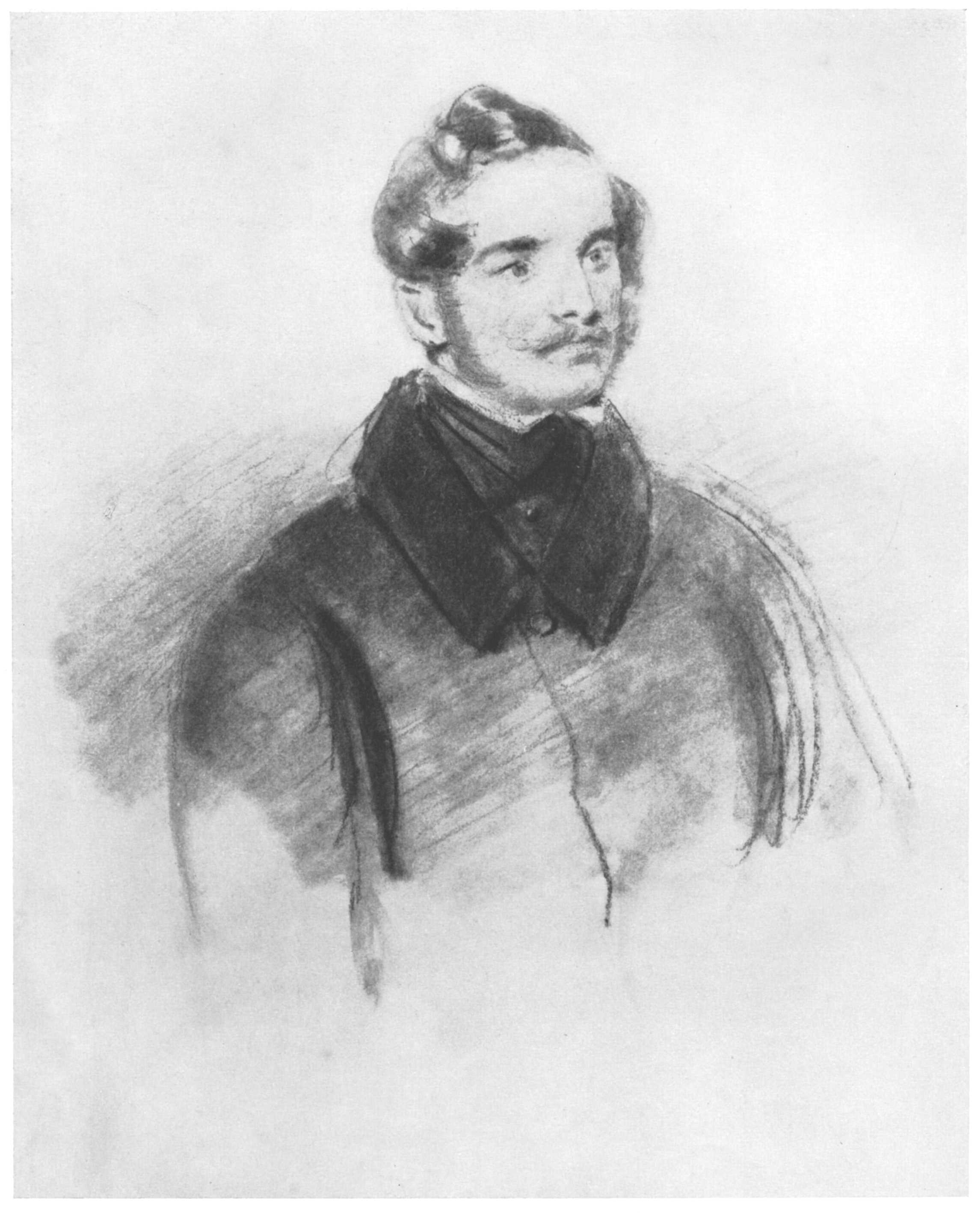
Studie zum Ölbild Bildnis Friedrich von Boxberg, Kupferstichkabinett Dresden

## Bildbeschreibung
Das Bild zeigt dessen Auftraggeber, Friedrich August von Boxberg, in Lebensgröße, als Jäger bei der Entenjagd. Ruhig stehend auf dem Sitzbrett eines Kahnes, scheint seine Aufmerksamkeit ganz dem jagdbaren Geflügel zu gelten, das jederzeit aus dem Schilf aufflattern könnte. Er trägt deshalb sein Gewehr schussbereit und auch der Hund zu seinen Füßen wartet nur auf den Befehl, das geschossene Wildbret für seinen Herrn aus dem angrenzenden dichten Schilfgürtel zu holen. Gesehen aus einer leichten Untersicht und übergossen vom Sonnenlicht, wird der Jäger in seiner heroischen Pose fast bis zur „Lichtgestalt“ überhöht. Im Hintergrund, am jenseitigen Ufer des Teiches, ist Schloss Zschorna, sein Familiensitz, zu sehen.
Das Bild fällt in die letzte Schaffensperiode des Malers von 1856 bis 1884, diese ist geprägt durch stilistisch unterschiedliche Schöpfungen. Wenn man dieses Bild mit anderen Porträts und speziell Jagdporträts Rayskis vergleicht, so irritiert doch die eher untypische Darstellung des Jägers.
In der Mitte der 1830er Jahre schrieb Rayski einen Leitsatz in sein Skizzenbuch:

„Nebendinge mit Verachtung behandeln, den Hauptgegenstand aber mächtig erfassen.“

Dieser Grundsatz wurde hier teilweise verlassen und den Nebendingen doch beträchtlichen Raum eingeräumt. Dies zeigt sich dadurch, dass der Adelige hier nicht in einer üblichen „Porträtpose“ dargestellt wird, sondern quasi bei der Arbeit beobachtet wird. Auch das Umfeld des Porträtierten und der Bildhintergrund werden mit einer Detailtreue dargestellt, die bei anderen von Rayski geschaffenen Porträts unüblich ist. Manches Detail irritiert den Betrachter auch durch seine Realitätsferne, so
- wird im Hintergrund die Nordseite des Schlosses Zschorna gezeigt, so dass das Sonnenlicht von Norden auf den Jäger scheint
- wartet der Jäger aufrecht stehend, dass sich das Wild zum Schuss zeigt: Wildenten sind wie alles Wild menschenscheu und sollten nach Möglichkeit angepirscht werden

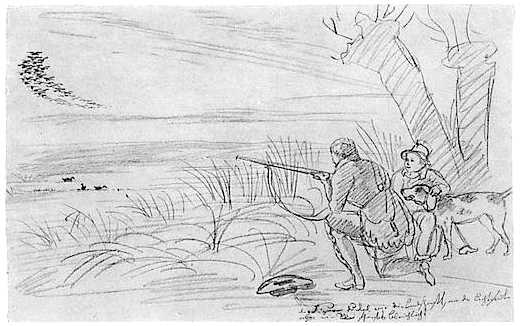
Skizze zum Gemälde Entenjäger von Rayski

- ist die Fuß- und Beinkleidung des Jägers für eine Jagd auf dem Wasser denkbar ungeeignet
- ist ein ruhiges Stehen auf der Sitzbank eines Bootes für längere Zeit unmöglich, es sein denn, das Boot steckt fest im Uferschlick.

Diese Hinweise können dafür stehen, dass hier ein idealisiertes Herrscherporträt geschaffen wurde, das mit den Attributen der Jagd effektvoll verstärkt wurde. Diese Form der Darstellung könnte mit der Persönlichkeit des Porträtierten begründet werden.

### Bemerkungen zur Biographie des Dargestellten
Friedrich August von Boxberg entstammt dem Adelsgeschlecht der Boxberger, er wurde am 24. Juli 1816 in Dresden geboren. Sein Vater, Karl Gottlob von Boxberg (1768–1825) war Offizier und auch Friedrich August trat wie seine Brüder Emil Bernhard (1808–1866) und Ottomar Robert (1811–1883/84) dem sächsischen Militär bei. Seine militärische Laufbahn begann 1833 als Portepeejunker im 3. Linien-Infanterie-Regiment Prinz Friedrich August, 1834 wurde er zum Leutnant befördert und am 1. Januar 1842 als Oberleutnant dem 1. Bataillon der Leichten Infanteriebrigade zugeordnet.
1849 wurde seine Einheit zur Niederschlagung des Dresdner Maiaufstandes eingesetzt. Er selbst wurde dabei in Kampfhandlungen verwickelt und für seine Tapferkeit mehrfach ausgezeichnet. So wurde er eingesetzt:
- am 4. Mai zur Absicherung des Zeughauses als Kompanieführer der 2. Kompanie. Da aber das Zeughaus zu diesem Zeitpunkt gemeinsam vom Militär mit der aufständischen Kommunalgarde besetzt wurde, musste seine Einheit unter dem Hohn und Spott der versammelten Volksmassen den Rückzug antreten.
- am 6. Mai für die erfolgreiche Räumung des Eckhauses Pirnaische / kleine Schießgasse und der angrenzenden Barrikaden von Empörern, Besetzung der angrenzenden Amtshäuser
- am 7. Mai für die auf beiden Seiten verlustreiche Eroberung des Gewandhauses und der Barrikade auf der Kreuzgasse mit anschließendem Beschuss der von den Empörern besetzten Kreuzkirche.

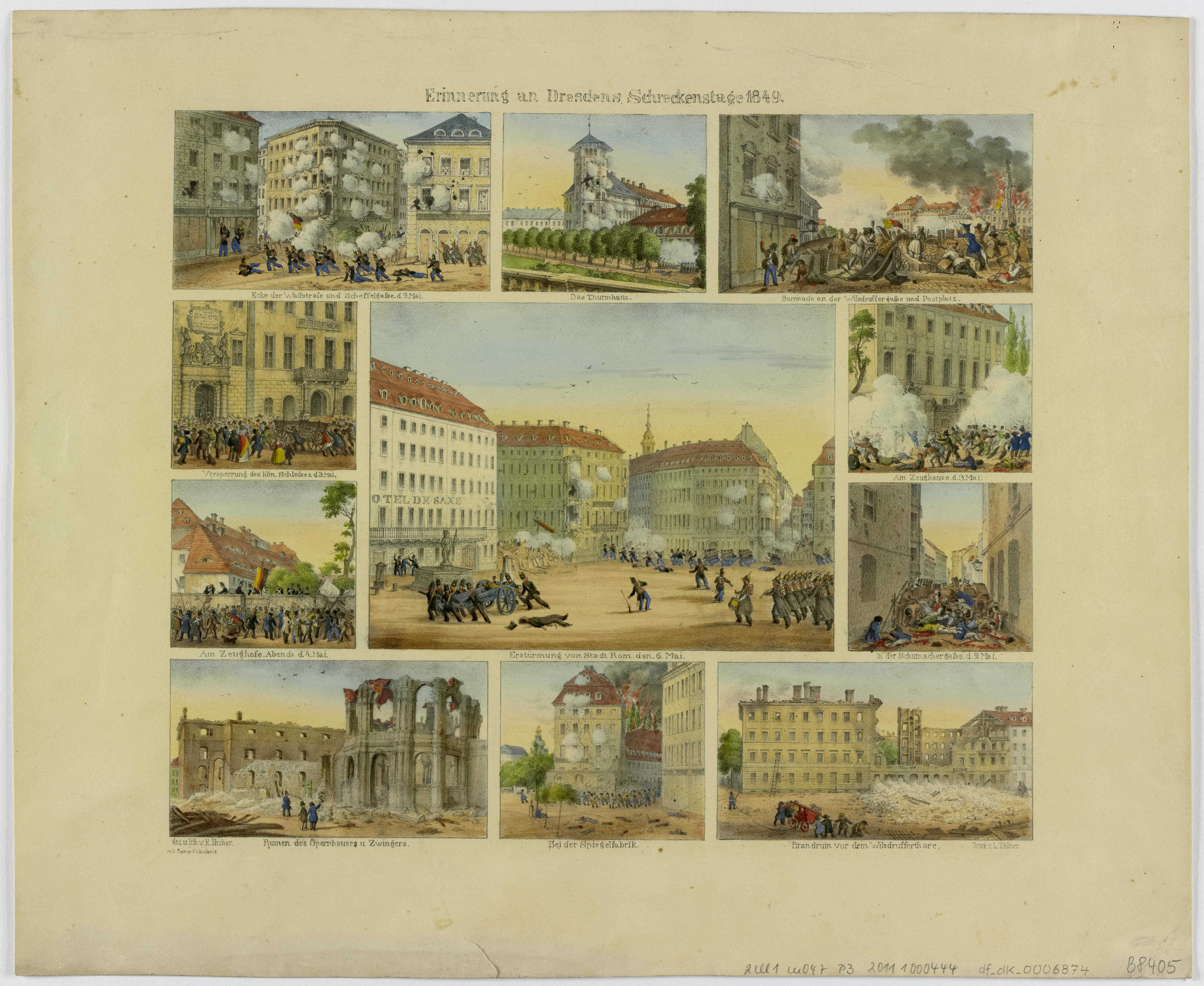
Zeitgenössischer Einblattdruck mit Darstellung der Situation am Zeughaus am 4. Mai 1849 (linke Reihe, 2. Bild von unten)

Für seinen Einsatz wurde Oberleutnant Friedrich von Boxberg zum Hauptmann befördert und mit dem sächsischen Militär-St.-Heinrichs-Orden und dem österreichischen Orden der Eisernen Krone ausgezeichnet.
1852 verließ Friedrich von Boxberg das Militär auf eigenen Wunsch mit der Erlaubnis, weiterhin die Uniform tragen zu dürfen. Sein Sohn Ulrich († 1905 auf Schloss Zschorna), entstammend aus der Ehe mit Oswine Keil (Vermählung am 18. August 1849 in Leipzig), durchlief ebenfalls die militärische Laufbahn.
Friedrich August von Boxberg starb am 11. Januar 1871 auf seinem Gut in Zschorna.

## Bilddeutung
In Kenntnis dieser historischen Zusammenhänge könnte man die Darstellung des Gutsherren in dieser heroischen Pose als eine Art Schutzpatron für seinen Besitz, seine Familie und seine Getreuen deuten. Untermauert wird diese These durch die vergleichende Betrachtung mit dem Genrebild Der Treiber (Förster Bubenik), das zeitgleich in Zschorna entstanden ist.
Hier wird die Jagd als Alltag und Broterwerb des einfachen Mannes dargestellt. Der Förster sitzt im Walddickicht auf einer Baumwurzel und isst sein Brot, sein Gewehr hat er an den Baum gehängt, so dass es optisch fast verschwindet und als Baumast erscheint. Der bettelnde Hund soll nach der Literatur identisch mit dem Hund auf dem Entenkahn sein.
Setzt man dieses Bild in Beziehung zum Bildnis Friedrich von Boxberg, kann die Aussage kaum deutlicher sein: Im Schutze seines Herrn isst der Getreue ruhig sein täglich Brot, seine Waffe hat er „an den Nagel“ (hier der Baum) gehängt.
Ob diese Bilddeutung stichhaltig ist und warum Rayski seinen Vetter so überhöht dargestellt hat, kann an dieser Stelle nicht abschließend geklärt werden. Sicher ist aber, dass diese Bilder als Belege für die Stellung Ferdinand von Rayskis als einen herausragenden Porträtisten und einen der besten deutschen Landschaftsmaler seiner Zeit gelten können.

## Provenienz
Das Bildnis Friedrich von Boxberg befand sich lange im Familienbesitz derer von Boxberg, später war es im Privatbesitz in Hamburg und in Berlin. 2003 wurde es im Auktionskatalog der 60. Auktion des Auktionshauses Günther in Dresden für 20.000 € angeboten. In die Galerie Neue Meister kam es im Jahre 2004 mit Unterstützung der „Freunde der Staatlichen Kunstsammlungen e. V. (MUSEIS SAXONICIS USUI)“.